# شهرستان فایتی (ایلینوی)
شهرستان فایتی، (به انگلیسی: Fayette County) شهرستانی در ایالت ایلی‌نوی ایالات متحده امریکا و بر طبق سرشماری ۲۰۱۰ این شهرستان ۲۲۱۴۰ نفر جمعیت داشته‌است.

طبق سرشماری ۲۰۱۰، مساحت این شهرستان ۱۸۷۸٫۶ کیلومتر مربع وسعت داشته که از این مقدار ۱٫۲۲ درصد آب و۹۸٫۷۸ درصد خشکی می‌باشد.

این شهرستان در ۱۸۲۱ از شهرستان باند، شهرستان کلرک و شهرستان کروفورد جدا شده‌است. این شهرستان نام خود را از مارکیس ی لا فایتی قهرمان فرانسوی جنگ انقلاب آمریکا گرفته شده‌است.

## نگارخانه

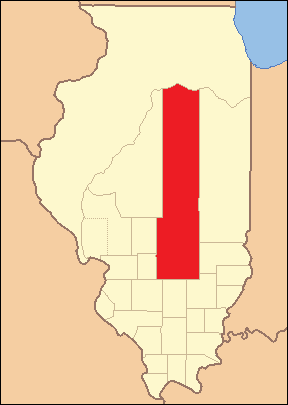
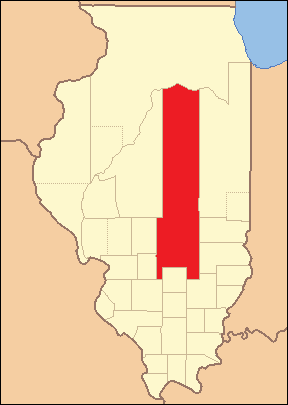
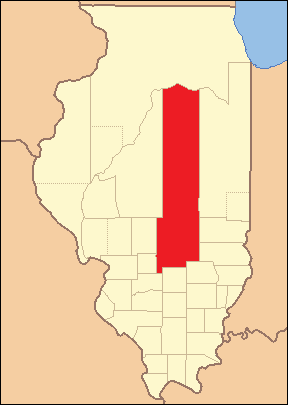
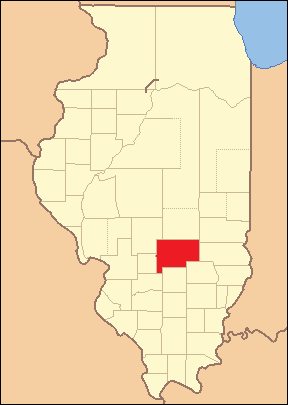
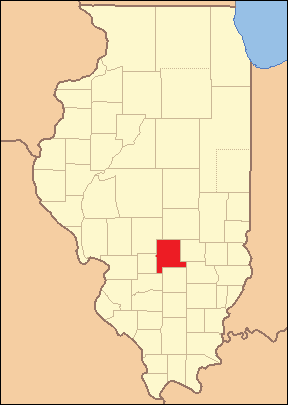

## همسایگان و راه‌ها
همسایگان این شهرستان عبارتند از:
- شمال:
- شمال‌شرق: شهرستان شل‌بای
- شرق: شهرستان افینگهام
- جنوب‌شرق: شهرستان کلی
- جنوب: شهرستان ماریون
- جنوب‌غرب: شهرستان کلینتون
- غرب: شهرستان باند
- شمال‌غرب: شهرستان مونتگمری

راه‌های اصلی این شهرستان:
1. بزرگراه میان‌ایالتی ۵۷
2. بزرگراه میان‌ایالتی ۷۰
3. بزرگراه ۴۰ ایالات متحده
4. بزرگراه ۵۱ ایالات متحده
5. جاده ۳۳ ایلی‌نوی
6. جاده ۱۲۸ ایلی‌نوی
7. جاده ۱۴۰ ایلی‌نوی
8. جاده ۱۸۵ ایلی‌نوی

## شهرها
- سنت المو، ایلی‌نوی
- وندالیا، ایلی‌نوی، مرکز شهرستان